# Palazzo Galli Palma
Palazzo Galli Palma è un'antica residenza nobiliare di Urbino, posta lungo la strada di Valbona (via G. Mazzini). Ospita il Pensionato femminile universitario "Maria Immacolata", gestito dalle Maestre pie Venerini.

## Storia

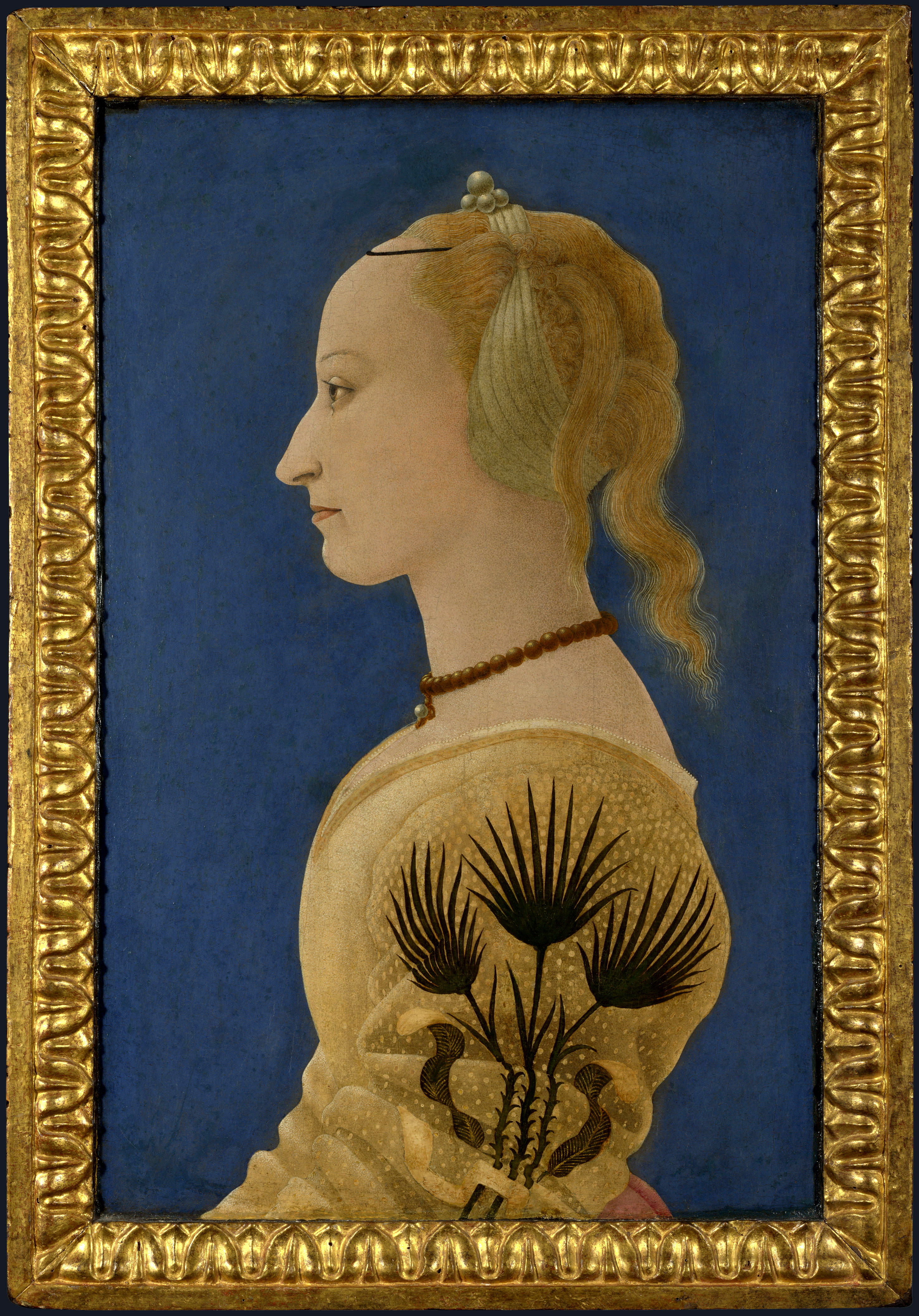
Alesso Baldovinetti, La contessa delle palme, 1465, National Gallery, Londra.

La famiglia Galli s'insediò nell'area dell'odierno palazzo verso la metà del XIV secolo e doveva essere originaria della Francia, come denuncia il nome. Circa un secolo dopo (metà XV secolo), il primo nucleo del palazzo fu ampliato, giungendo ad avere l'odierna estensione; in linea con l'accresciuta importanza della famiglia, che vantò diversi esponenti di rilievo, come Benedetto, amministratore delle finanze della corte ducale, Angelo, poeta e diplomatico, Federico, segretario del duca, ed Antonio. Una tradizione vuole che, la moglie di Angelo, Francesca Stati, abbia sventato una congiura dei Malatesta contro Federico da Montefeltro, così il duca per commemorarla ne commissionò un ritratto ad Alesso Baldovinetti, che rimase nel Palazzo Ducale fino alla devoluzione del Ducato alla Santa Sede (1631), per poi finire nelle collezioni della National Gallery. Invece fu Federico Galli ad ospitare, verso la fine del XV secolo, il tipografo Enrico da Colonia, il quale allestì un proprio laboratorio nel palazzo ed impresse i primi volumi a stampa della città (1493). Sul finire del XVI secolo, la famiglia Galli confluì in quella dei Palma. Fecero parte di quest'ultima famiglia due vescovi di Fossombrone, Carlo (morto nel 1718) ed Eustachio (morto nel 1754).
Nella seconda metà del XVIII secolo, nel palazzo vi andò a risiedere il conte Raimondo Palma, subito dopo il matrimonio con Maria Corboli Aquilini, ed avviò una ristrutturazione dell'edificio, giungendo così a conferirgli la forma attuale. La progettazione degli interventi fu forse affidata all'architetto Giuseppe Tosi. La famiglia Palma vi restò fino al 1965, quando l'ultima esponente della famiglia dispose la donazione del palazzo in favore delle Maestre pie Venerini, che vi sistemarono un pensionato universitario femminile.

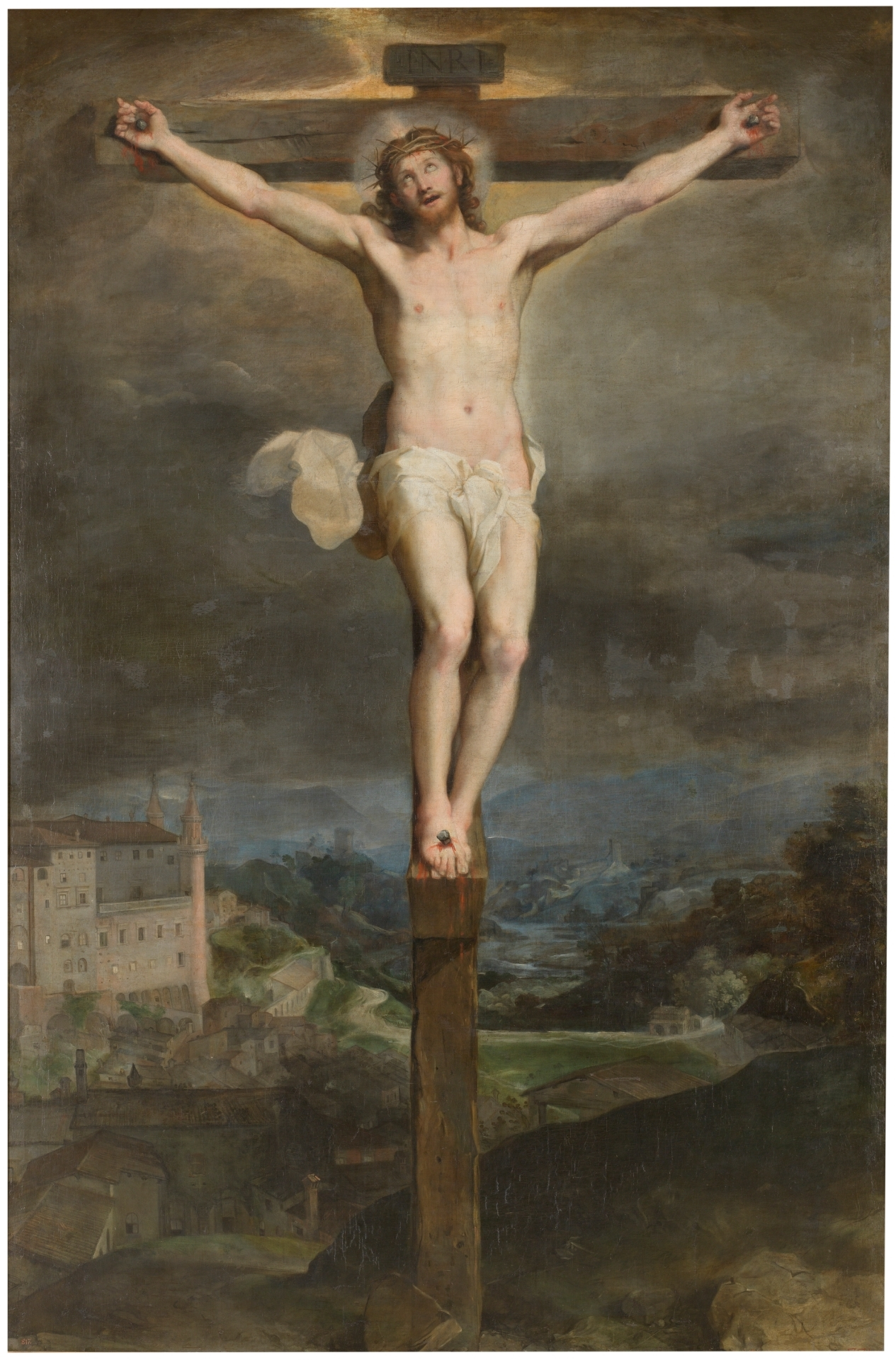
La Crocifissione di Barocci nel Museo del Prado, con veduta del palazzo sullo sfondo, in basso a sinistra.

## Descrizione
Sorge sul pendio discendente di Valbona, stretto tra i colli del Poggio e del Monte, verso il fosso di Risciolo. Occupa un'area di forma quadrilatera, che sul lato posteriore (fronte occidentale) si apre ad ali col cortile porticato al centro. L'ala settentrionale è più lunga e si estende fino al margine occidentale, definito da via F. Barocci. Invece l'angolo sud-occidentale è occupato dal giardino, al livello del piano nobile, che affaccia sul cortile.
La facciata principale, sul lato est verso la via di Valbona, è piuttosto alta, con due ordini di finestre architravate, composte da sette aperture al secondo piano, sovrastate da una serie di oculi ellissoidali di un mezzanino ed il tutto coronato da una grande cornice in forte aggetto sotto la gronda del tetto. Il primo ordine di finestre è interrotto al centro dal balcone con porta ad arco a tutto sesto rientrante e delimitato da una ringhiera in ferro battuto con balaustri ondulati. Sotto al balcone, si trova il grande portale principale, anch'esso con arco a tutto sesto rientrante e affiancato da due lesene doriche che sorreggono l'estremità del balcone. Al livello del piano terra si aprono quattro finestre architravate con una semplice incorniciatura, suddivise in due coppie ai lati del portale; sempre al livello terreno, all'estremità, si aprono due porte centinate, con cornici in mattoni a vista, quella di destra corrisponde ai locali di una bottega, mentre quella di sinistra alla Voltaccia, da cui si sviluppa il vicolo eponimo, che delimita il palazzo sul lato meridionale a valle, e terminante, con un percorso tortuoso e segnato da una forte pendenza, in via F. Barocci. Sopra all'imbocco della Voltaccia vi è un oculo ellissoidale corrispondente ad un mezzanino, con la stessa semplice cornice delle finestre del piano terra. Invece l'accesso della Voltaccia non è in asse con le altre finestre sulla facciata principale del palazzo, il che fa pensare ad un'origine più antica di quella parte, poi integrata nel rifacimento settecentesco della fronte. Le finestre del primo e del secondo piano poggiano su cornici marcadavanzali e la facciata principale è quasi completamente intonacata ad eccezione di uno zoccolo, al livello stradale, e delle altre facciate esterne, che presentano quasi tutte dei mattoni a vista.
Il nucleo più antico (XV secolo) del palazzo è rappresentato dal cortile porticato, con tre arcate a sesto ribassato sui lati est e nord, aventi un piedistallo ed un capitello in pietra, quest'ultimo è decorato da forme rievocanti gli stemmi degli antichi proprietari, o piume, per richiamare lo stemma dei Galli (un gallo), o foglie di palma. Il fusto delle colonne è ottangono, abbellito da un'alternanza di pietre e mattoni. In origine il portico si estendeva con una loggia al piano superiore, poi le arcate della loggia furono ridotte in semplici finestre architravate; probabilmente in seguito alle successive sopraelevazioni che interessarono il fabbricato. Sull'angolo nord-orientale del cortile, sotto il portico, vi è l'accesso allo scalone principale, segnato da un grande porta centinata. Il lato occidentale del cortile è occupato dal muro di contenimento del soprastante giardino rettangolare. Quest'ultimo è chiuso sul margine occidentale da un muro di altezza molto elevata, sorretto alla base da due arcate (una tamponata); dal momento che funge, nella parte inferiore da muro di contenimento del versante collinare, e nella parte superiore da divisorio con la confinante via Barocci. Nell'ala settentrionale affaccia sul giardino un ballatoio in acciaio che collega, al livello del secondo piano, l'ingresso posteriore secondario su via Barocci al resto del palazzo. La facciata dell'ala nord sul giardino è intonacata. L'ingresso secondario su via Barocci si presenta con un portale lapideo architravato. Il lato posteriore del palazzo si viene a trovare proprio davanti alla casa abitata dal pittore Federico Barocci, il quale riprodusse tale parte in alcune sue tele (come nella Crocifissione al Museo del Prado), nelle vedute più ampie verso i Torricini di Palazzo Ducale.
Le sale del primo piano presentano delle decorazioni d'impronta più quattro-cinquecentesca, mentre le sale del secondo piano delle decorazioni risalenti al periodo compreso tra la fine del XVIII e l'inizio del XIX secolo. Il soffitto della mansarda è coperto da formelle quadrate in terracotta con scolpite delle piume o delle foglie di palma.